# Баян-Хото
Баян-Хото (кит. 巴彦浩特镇, пін. Bāyànhàotè Zhèn) — містечко у КНР, адміністративний центр хошуну Алашань – Лівий стяг і префектури Алашань загалом.

## Географія
Баян-Хото розташовується у пустелі Алашань на західних схилах гір Алашань.

### Клімат
Містечко знаходиться у зоні, котра характеризується кліматом пустель помірного поясу. Найтепліший місяць — липень із середньою температурою 21.7 °C (71 °F). Найхолодніший місяць — січень, із середньою температурою -9.4 °С (15 °F).
| Клімат Баян-Хото        | Клімат Баян-Хото | Клімат Баян-Хото | Клімат Баян-Хото | Клімат Баян-Хото | Клімат Баян-Хото | Клімат Баян-Хото | Клімат Баян-Хото | Клімат Баян-Хото | Клімат Баян-Хото | Клімат Баян-Хото | Клімат Баян-Хото | Клімат Баян-Хото | Клімат Баян-Хото |
| Показник                | Січ.             | Лют.             | Бер.             | Квіт.            | Трав.            | Черв.            | Лип.             | Серп.            | Вер.             | Жовт.            | Лист.            | Груд.            | Рік              |
| Середня температура, °C | −9               | −5               | 1                | 9                | 16               | 20               | 22               | 20               | 15               | 8                | 0                | −7               | 7                |
| Норма опадів, мм        | 2                | 2                | 6                | 12               | 17               | 23               | 41               | 57               | 28               | 14               | 5                | 2                | 208              |
| ----------------------- | ---------------- | ---------------- | ---------------- | ---------------- | ---------------- | ---------------- | ---------------- | ---------------- | ---------------- | ---------------- | ---------------- | ---------------- | ---------------- |
| Джерело: Weatherbase    |                  |                  |                  |                  |                  |                  |                  |                  |                  |                  |                  |                  |                  |